# Slacouvert

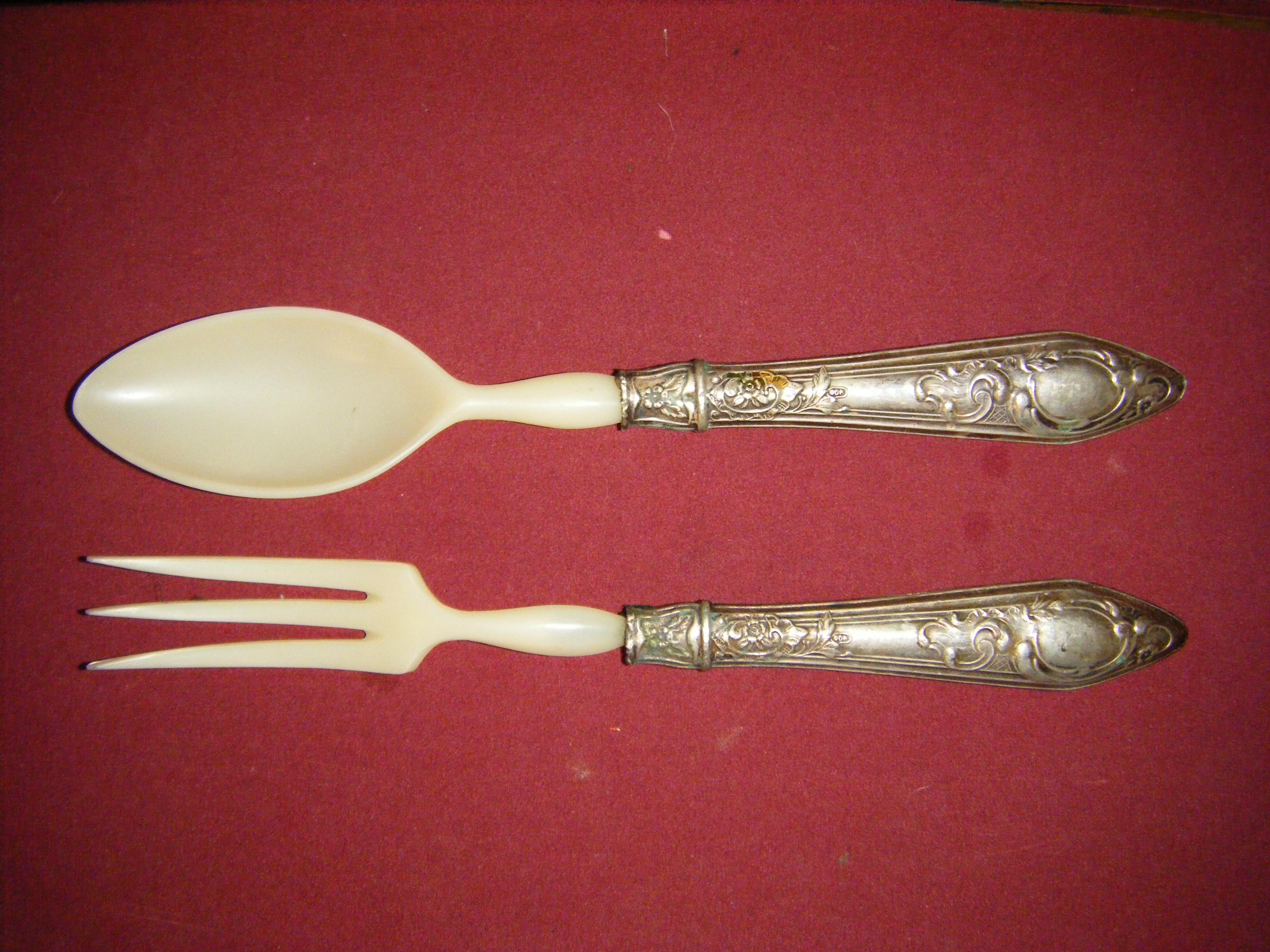
Slacouvert uit midden 19e eeuw

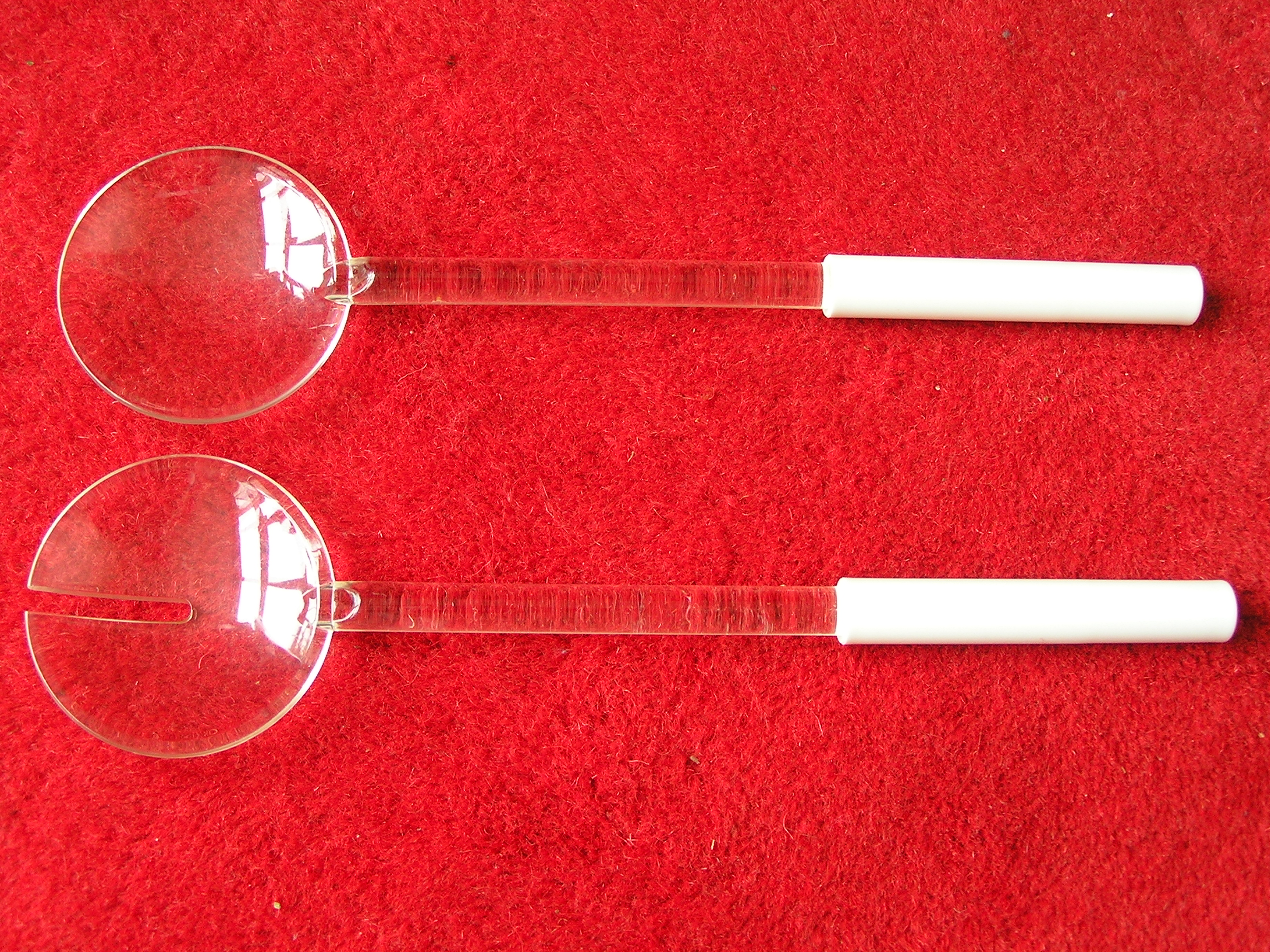
Ontwerp met een duidelijke "vork"

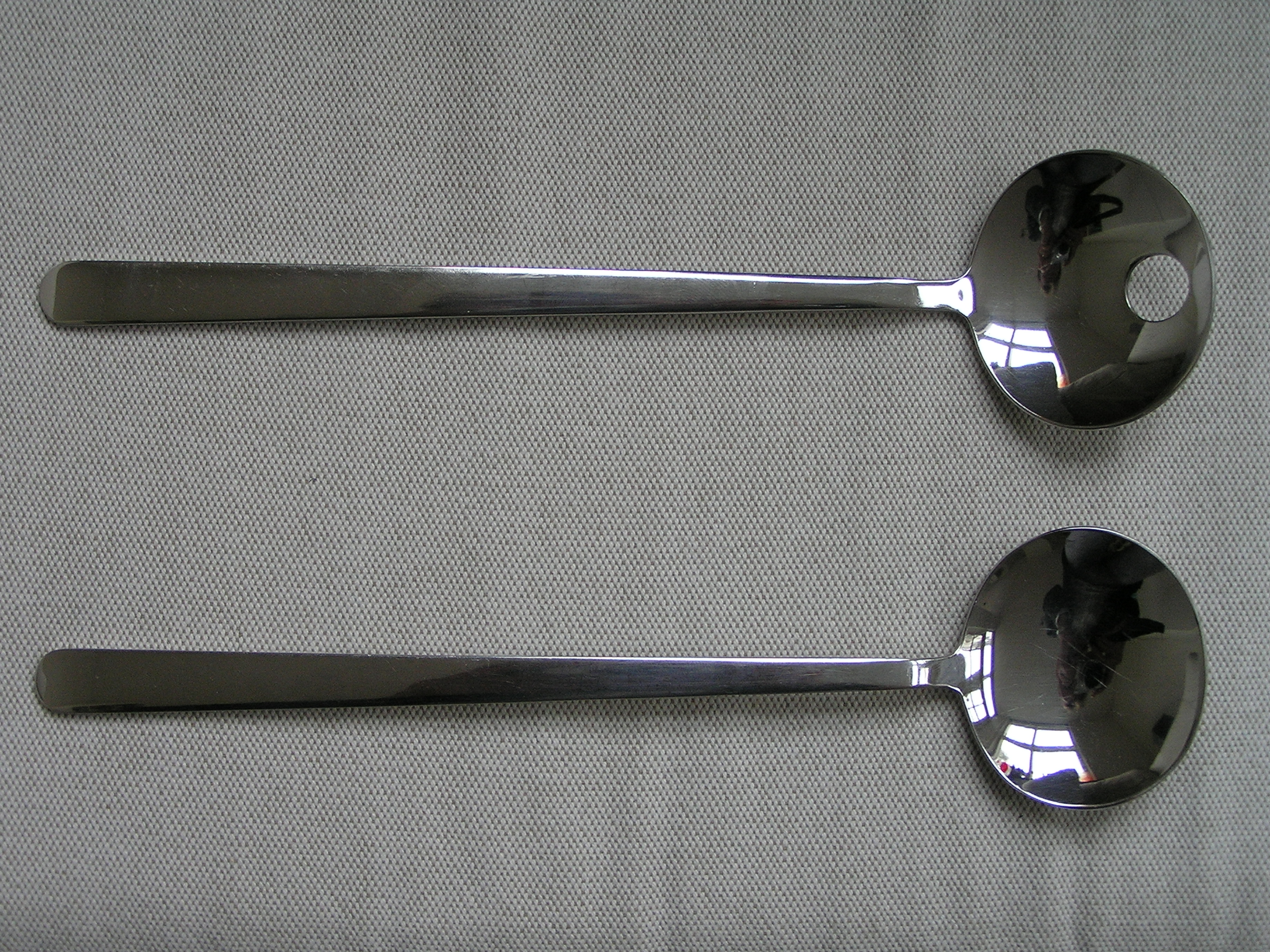
Ontwerp zonder duidelijke "vork"

Een slacouvert is een set bestaande uit een lepel en een (vaak gestileerde) vork, gebruikt voor salade.
Dit bestek wordt eerst gebruikt om de olie en azijn (dressing), of andere slasaus, door de sla te mengen, en vervolgens mee op te scheppen. Omdat er in het gebruik eigenlijk geen onderscheid tussen de lepel en de vork is, is in moderne designs van het slacouvert de "vork" soms niet of nauwelijks van een lepel te onderscheiden.
Bij het opscheppen is het gebruikelijk om de lepel onder te houden. Op die manier kan de dressing mee worden opgeschept.